# Jan Kašpar
Jan Kašpar (20. května 1883 Pardubice – 2. března 1927 Pardubice) byl český inženýr, průkopník české aviatiky, nejznámější z prvních českých leteckých konstruktérů a pilotů. Proslavil se zejména svými průkopnickými dálkovými lety.

## Život
Pocházel ze zámožné pardubické rodiny. Otec provozoval známý hotel Veselka. Jan začal v roce 1893 chodit do místní reálky, od dětství se zajímal o techniku. Už od roku 1900 měl svůj vlastní motocykl. Vystudoval strojní inženýrství na C. a k. české vysoké škole technické v Praze (1901–1907). Po složení státní zkoušky dne 28. února 1907 absolvoval jeden semestr vyšší automobilové školy v Německu. Pro žaludeční chorobu byl zproštěn vojenské služby a v roce 1908 nastoupil na čas do zaměstnání u firmy Basse & Selve v Alteně v německém Vestfálsku. Se synem majitele továrny A. Selvem se zúčastnil automobilových závodů a také jezdil na motorovém člunu. Zde se začal intenzivně zajímat o letectví. Po návratu do Čech nastoupil do zaměstnání v automobilce Laurin & Klement v Mladé Boleslavi, ale již 1. července 1909 laurinku opustil.  Vrátil se do rodných Pardubic, kde se spolu se svým bratrancem Ing. Evženem Čihákem věnoval konstrukci letadel. Po čase se bratranci rozešli a Evžen Čihák se pustil do stavby letadel spolu se svým bratrem Hugem nezávisle na něm.

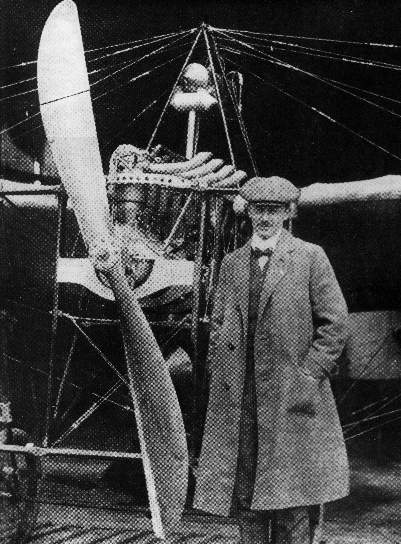
Jan Kašpar (1883–1927)

Nejprve zkonstruoval jednoplošník po vzoru letadla Antoinette francouzského konstruktéra Lathama. V průběhu stavby ho zastihla zpráva, že dne 25. července 1909 přeletěl Francouz Louis Blériot Lamanšský průliv. Kašpar letadlo dokončil, ale nedokázal s ním vzlétnout. Potýkal se s řadou potíží plynoucích z nedostatku zkušeností, především ale z velké hmotnosti letadla a malého výkonu motoru. V březnu 1910 odjel tedy do Paříže a zde v Blériotově továrně koupil letadlo typu Blériot XI (stroj výrobního čísla 76). Letadlo nejprve vybavil vlastním motorem, později motorem typu Anzani.
První úspěšný let provedl dne 16. dubna 1910, kdy proletěl dráhu 2 km ve výši 20–25 metrů. Po získání prvních zkušeností s pilotáží složil dne 16. června 1910 pilotní zkoušku před komisí. O tři dny později předvedl tisícům diváků na pardubickém letišti ukázku úspěšného startu a přistání. Po ní následovala další veřejná vystoupení v Hradci Králové, Praze, Olomouci, Českých Budějovicích a jinde. Koncem roku 1910 už Kašpar vlastnil 3 letadla, z toho 2 Blérioty a jednu kopii. Tu postavil se svým spolupracovníkem, truhlářem Františkem Novotným. Pustil se do stavby dalších dvou letadel vlastní konstrukce.

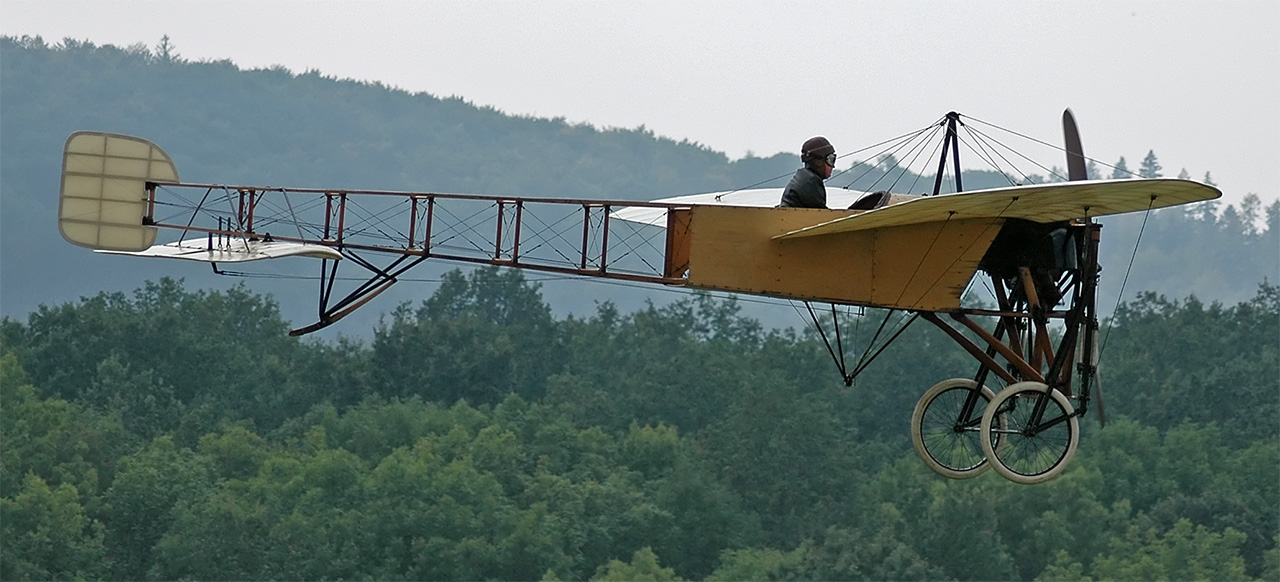
Blériot XI

V roce 1911 vzlétl s nově postaveným letadlem vybaveným motorem Daimler o výkonu 70 koňských sil. S tímto letadlem plánoval uskutečnění prvního dálkového letu v Čechách. Nejprve si vyzkoušel orientaci při letu na trati Pardubice – Chrudim a zpět, který uskutečnil 30. dubna 1911. Let trval 24 minut a 23 sekund a uskutečnil se ve výši 400 metrů. Téhož dne uskutečnil Kašpar první vzlet s cestujícím, jímž byl jeho bratranec Evžen Čihák.

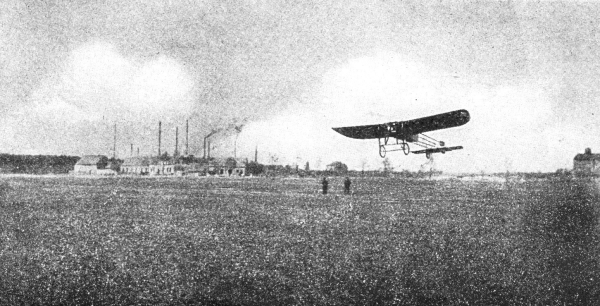
Vzlet Kašparova letadla v Pardubicích

Slavný let Pardubice – Velká Chuchle, který jej proslavil, uskutečnil v sobotu 13. května 1911. Vzdálenost 121 km překonal za 92 minut ve výšce asi 800 m. Startoval ráno v 6.15 hod. a po letu nad Přeloučí, Kolínem a Prahou přistál v 7.47 hod v Chuchli.
V Kroměříži je umístěna pamětní deska připomínající jeho přistání 2. července 1911 na místním letišti za účasti 15 000 platících diváků. Letoun, kterým tyto lety uskutečnil, daroval Kašpar v roce 1913 tehdejšímu Technickému muzeu Království českého (dnes Národní technické muzeum v Praze), kde je vystaven dodnes.
Dalším jeho slavným letem se stal první dálkový přelet s cestujícím v Čechách na trase Mělník – Chuchle, kterou zdolal za 41 minut a 55 sekund. Jeho pasažérem byl redaktor listu Národní politika Jaroslav Kalva.
Při jednom z dalších letů se zřítil, ale přežil a provozoval i nadále leteckou školu.
Naposledy veřejně vystoupil 28. července 1912 v Jindřichově Hradci, kdy se mu ani po druhém vzletu nepodařilo překonat více než 12 metrů výšky. Neúspěch byl zčásti zaviněn nepříznivým počasím, dalším důvodem byla nezkušenost pilota.

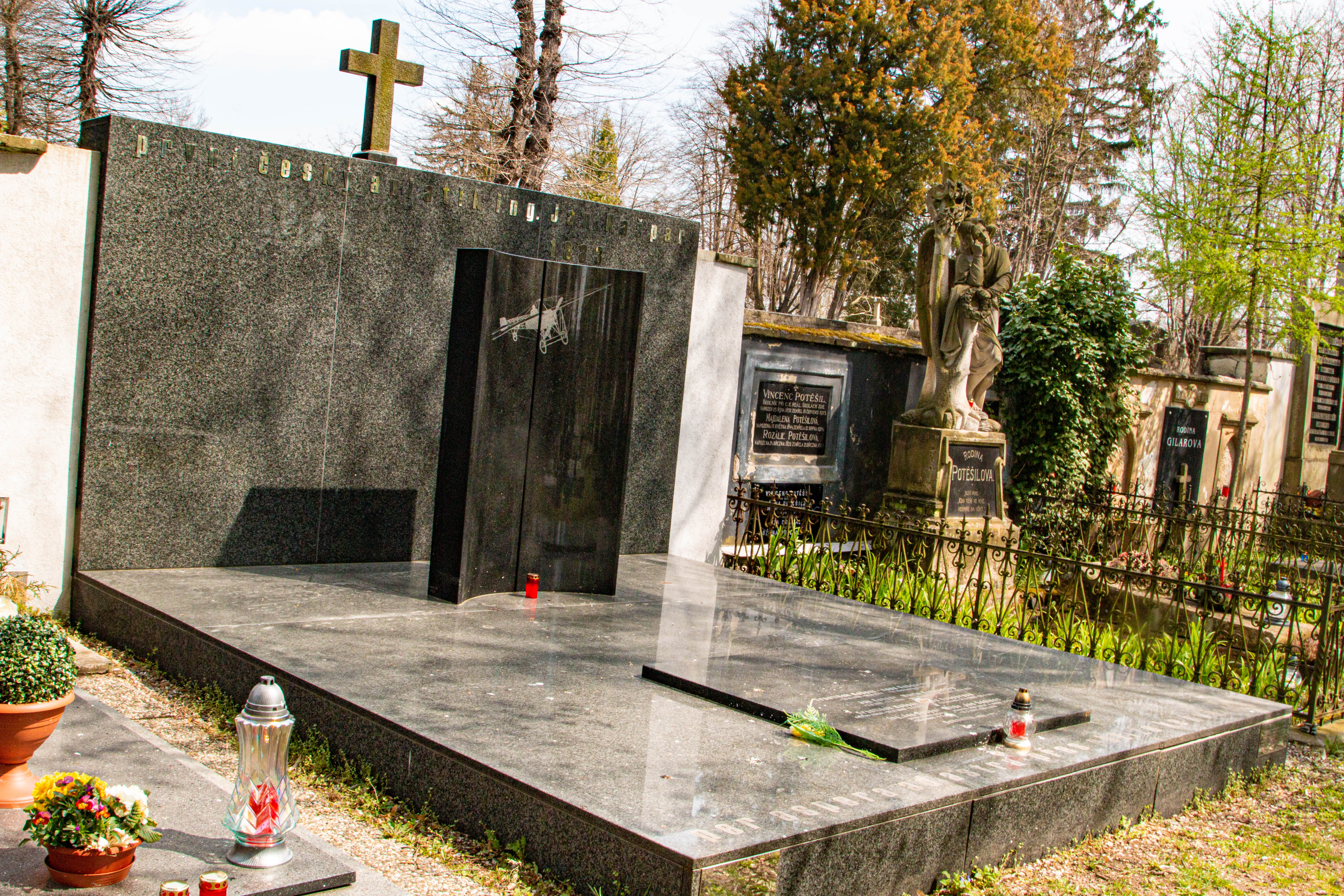
Hrob Ing. Jana Kašpara

Po smrti svého otce, velkého příznivce aviatiky, létání načas zanechal a věnoval se správě rodinného majetku. Definitivní konec pro něj znamenala 1. světová válka, během které byl přidělen jako technik k leteckému útvaru. Po ní byl krátce zaměstnán na ministerstvu veřejných prací. Po první světové válce se Jan Kašpar stal podnikatelem a spoluvlastnil továrnu na dřevo a řezivo, nicméně během hospodářské krize 20. let 20. století jeho podnikání poněkud utrpělo. 
Kašpar zemřel 2. března 1927 na zápal plic v nemocnici. Zápal mohl být způsoben dlouhodobým vdechováním motorových plynů, kterým byl často vystaven jako konstruktér motorů. Také existuje teorie, že šlo o sebevraždu, způsobenou finančními problémy a duševní nemocí. Nicméně, Kašpar dostal slavný náboženský pohřeb, což by nebylo možné, kdyby zemřel sebevraždou.
Během komunistické éry se režim snažil jeho odkaz potlačit kvůli jeho statusu průkopníka z bohaté vrstvy, což bylo v rozporu s komunistickou ideologií. Toto období pravděpodobně přispělo k nepravdivým tvrzením o jeho chudobě a domnělé sebevraždě. Dnes je odkaz Jana Kašpara opět oživován: terminál letiště Pardubice byl pojmenován na jeho počest a jeho socha stojí v centru Pardubic, na třídě Míru.
Je pohřben na pardubickém Centrálním hřbitově.